# Partido Popular (Portugal)
Het Democratisch Sociaal Centrum / Volkspartij (Portugees: Partido do Centro Democrático e Social / Partido Popular [pɐɾ.'ti.ðu du 'sẽ.tɾu dɨ.mu.'kɾa.ti.ku i su.si.'aɫ / pɐɾ.'ti.ðu pu.pu.'laɾ]) is een Portugese politieke partij.
De Volkspartij is een rooms-katholieke partij. Zij is christendemocratisch, maar wel rechtser dan de meeste West-Europese christendemocratische partijen. Het CDS/PP streeft een traditionele samenleving na.
De huidige partijvoorzitter van het CDS/PP (sinds 2022) is Nuno Melo. De jeugdafdeling heet de Juventude Popular.

## Geschiedenis
Het CDS werd in 1974 opgericht door Diogo Freitas do Amaral. De partij genoot in de jaren 70 en 80 een grote populariteit onder de bevolking. In 1979 vormde het CDS samen met de Sociaaldemocratische Partij (PSD) en de Monarchistische Volkspartij de Democratische Alliantie (Aliança Democrática). Dankzij het charisma van de leider van de AD, Francisco Sá Carneiro (PSD), won de AD de verkiezingen van 1979 en 1980. De tragische dood van Sá Carneiro bij een vliegtuigongeluk in 1980 bracht Freitas do Amaral als (interim-)premier aan de macht. Francisco Pinto Balsemão werd in 1981 premier en AD-leider, maar bij de verkiezingen van 1982 leed de AD een verkiezingsnederlaag en werd in 1983 ontbonden. Bij de parlementsverkiezingen van 1983 ging het CDS van 46 naar 30 zetels. De opkomst van Aníbal Cavaco Silva van de PSD als krachtige rechtse leiders deed veel mensen die voorheen op het CDS stemden, vanaf dat moment op de PSD stemmen. In 1987 zakte het aantal zetels van het CDS naar 4. In 1991 werd de partijnaam gewijzigd in Democratisch Sociaal Centrum / Volkspartij. De partij herstelde zich en verkreeg in 1991 5 zetels en in 1995 15 zetels.
In 2002 leed de PSD een nederlaag en verloor haar absolute meerderheid in het Portugese parlement. José Manuel Barroso van de PSD vormde daarop een coalitieregering met het CDS/PP. Het was voor het eerst in bijna twintig jaar dat de Volkspartij weer aan een regering deelnam.
Bij de verkiezingen van 20 februari 2005 behaalde de partij 12 van de 230 zetels in het Portugese parlement, een verlies van 1 zetel. Desondanks trad het CDS/PP toe tot de nieuwe socialistische regering. Vriend en vijand van Diogo Freitas do Amaral waren verrast toen hij zelf zitting nam in de regering als minister van Buitenlandse Zaken (2005-2006).
Tussen 2011 en 2015 nam de Volkspartij deel aan het coalitiekabinet van premier Pedro Passos Coelho. Op 2 juli 2013 traden haar ministers uit de regering uit protest tegen de eenzijdige bezuinigingspolitiek, die door de Europese Unie en het IMF werd geëist maar die onder de bevolking steeds meer weerstand ondervond. Minister Paulo Portas van Buitenlandse Zaken pleitte tevergeefs voor het geven van een impuls aan de leegbloedende economie van het land. Na een vergeefse poging van president Aníbal Cavaco Silva om een regering van nationale eenheid te vormen, herstelden de PDS en de Volkspartij hun coalitie met Paulo Portas als vice-premier.
Voor de Europese Parlementsverkiezingen van 2014 ging het CDS/PP een alliantie aan met de Sociale Democratische partij (PSD) onder de naam Aliança Portugal. Dit was niet voor het eerst, want ook voor de Europese Parlementsverkiezingen van 2004 hadden beide partijen al eens samengewerkt als Força Portugal ("Vooruit Portugal"). De alliantie werd voortgezet bij de Portugese parlementsverkiezingen van 2015. De coalitie verloor hier echter fors (het CDS/PP moest 6 zetels inleveren) en verdween in de oppositie.
In 2016 werd met Assunção Cristas voor het eerst een vrouw verkozen tot partijleider, maar zij wist het tij niet te keren. Bij de parlementsverkiezingen van 2019 incasseerde de partij wederom een stevig verlies en zakte terug van 18 naar 5 zetels. Cristas kondigde hierop haar vertrek aan en werd opgevolgd door Francisco Rodrigues dos Santos. Onder zijn leiding bereikte het CDS/PP een dieptepunt: bij de verkiezingen van 2022 werd geen enkele zetel meer behaald, waarna de partij uit het Portugese parlement verdween.
Voor de vervroegde parlementsverkiezingen van 2024 stapte het CDS/PP, onder leiding van partijleider Nuno Melo, opnieuw in een alliantie met de PSD (de Aliança Democrática). De partij behaalde twee zetels en Melo werd vervolgens minister van Defensie in het kabinet-Montenegro.

## Europees Parlement
De Europarlementariërs van het CDS/PP zitten in de fractie van de Europese Volkspartij en Europese Democraten en maakt deel uit van de Europese Democraten die geen lid zijn van de Europese Volkspartij. Voorheen was het CDS-PP aangesloten bij de Unie voor een Europa van Nationale Staten. De partij heeft één zetel in het Europees Parlement. De partij is centrumrechts (rechtser dan de PSD) en eurosceptisch.

## Lijst van partijvoorzitters
- Diogo Freitas do Amaral (1974–1983)
- Francisco Lucas Pires	(1983–1985)
- Adriano Moreira (1985–1988)
- Diogo Freitas do Amaral (1988–1992)
- Manuel Monteiro (1992–1998)
- Paulo Portas (1998–2005)
- José Ribeiro e Castro (2005–2007)
- Paulo Portas (2007–2016)
- Assunção Cristas (2016–2020)
- Francisco Rodrigues dos Santos (2020–2022)
- Nuno Melo (sinds 2022)

## Verkiezingsresultaten

### Portugese parlementsverkiezingen
Het CDS/PP behaalde de volgende resultaten bij de verkiezingen voor de Assembleia da República:
| Jaar | Percentage                          | Zetels   | Positie                                                                      |
| ---- | ----------------------------------- | -------- | ---------------------------------------------------------------------------- |
| 1975 | 7,6%                                | 16 / 250 | Grondwetgevende vergadering                                                  |
| 1976 | 16,0%                               | 42 / 263 | oppositie (1976–1978) coalitieregering (met PS) (1978) oppositie (1978–1979) |
| 1979 | deel van Democratische Alliantie    | 43 / 250 | coalitieregering (met PDS en PPM)                                            |
| 1980 | deel van Democratische Alliantie    | 46 / 250 | coalitieregering (met PDS en PPM)                                            |
| 1983 | 12,6%                               | 30 / 250 | oppositie                                                                    |
| 1985 | 10,0%                               | 22 / 250 | gedoogsteun (aan PDS-regering)                                               |
| 1987 | 4,4%                                | 4 / 250  | oppositie                                                                    |
| 1991 | 4,4%                                | 5 / 230  | oppositie                                                                    |
| 1995 | 9,1%                                | 15 / 230 | oppositie                                                                    |
| 1999 | 8,3%                                | 15 / 230 | oppositie                                                                    |
| 2002 | 8,7%                                | 14 / 230 | coalitieregering (met PDS)                                                   |
| 2005 | 7,2%                                | 12 / 230 | oppositie                                                                    |
| 2009 | 10,4%                               | 21 / 230 | oppositie                                                                    |
| 2011 | 11,7%                               | 24 / 230 | coalitieregering (met PDS)                                                   |
| 2015 | deel van alliantie Portugal Vooruit | 18 / 230 | oppositie                                                                    |
| 2019 | 4,2%                                | 5 / 230  | oppositie                                                                    |
| 2022 | 1,6%                                | 0 / 230  | niet vertegenwoordigd in het parlement                                       |
| 2024 | deel van Democratische Alliantie    | 2 / 230  | coalitieregering (met PDS)                                                   |

### Europese parlementsverkiezingen
Het CDS/PP behaalde de volgende resultaten bij de verkiezingen voor het Europees Parlement:
| Jaar | Percentage                             | Zetels |
| ---- | -------------------------------------- | ------ |
| 1987 | 15,4%                                  | 4 / 24 |
| 1989 | 14,2%                                  | 3 / 24 |
| 1994 | 12,8%                                  | 3 / 25 |
| 1999 | 8,2%                                   | 2 / 25 |
| 2004 | deel van alliantie Voorwaarts Portugal | 2 / 24 |
| 2009 | 8,4%                                   | 2 / 22 |
| 2014 | deel van Portugal Alliantie            | 1 / 21 |
| 2019 | 6,2%                                   | 1 / 21 |
| 2024 | deel van Democratische Alliantie       | 1 / 21 |